# Monetazione incusa
La monetazione incusa è la monetazione di alcune città dell'Italia meridionale che presentavano al rovescio, in incuso, un'immagine simile a quella del dritto, spesso semplificata.
In numismatica con il termine incuso si indica un elemento (scritta, immagine o altro) che, invece di essere in rilievo, è incavato rispetto al piano della moneta.

## Storia
Le monete sono state battute nell'Italia meridionale tra il VI ed il V secolo a.C. per lo più dalle colonie Achee della costa ionica o da colonie di queste.
Si tratta per lo più di stateri d'argento dal valore di tre dracme, coniati secondo lo standard Acheo (o Italo-Acheo) di circa 8 grammi, cioè leggermente ridotto rispetto allo standard acheo originale di Corinto. Oltre agli stateri ed alle dracme ci sono giunti tetroboli, trioboli ed oboli.
Il centro più importante di questa monetazione è la città di Sibari che, con la ricchezza dei valori, si rivela in questo periodo al massimo della sua potenza.
Le monete incuse sono tra le prime monete coniate in Magna Grecia.

## Le città
Le città più rilevanti sono: 
- Kaulonia
- Kroton
- Laus (o Laos)
- Metapontum
- Poseidonia
- Rhegium
- Siris
- Sybaris
- Taras

Inoltre: Ami(naea?), Pal....Mol...., Siris e Pyxus assieme.
Oltre alle città sulla costa Ionica dell'Italia meridionale, monete incuse appaiono anche a Zancle. Secondo Head questo indica le strette relazioni commerciali di questa città siceliota con quelle dell'Italia meridionale.

## Tecnica
Le monete sono battute su tondelli larghi e sottili. Il tipo al dritto e quello al rovescio hanno lo stesso allineamento: il disegno del lato incuso è posto in corrispondenza al disegno dell'altro lato e ciò implica che durante la produzione della moneta i due conii dovevano mantenere la posizione reciproca.
La creazione dei conii per la produzione del lato incuso è molto più difficoltosa che per il conio del lato in rilievo. L'immagine al rovescio non è semplicemente la versione incusa dell'immagine del dritto, ma ci sono spesso delle variazioni. Non si applica il repoussé, una tecnica per lavorare a sbalzo, ma viene inciso un conio diverso. Comunque quale sia stata esattamente la tecnica usata rimane oggetto di ipotesi.

## Datazione
Non è possibile individuare con esattezza la data delle prime emissioni delle monete incuse né individuare la città che ha dato inizio a questa monetazione. 
L'opinione diffusa è che la monetazione incusa sia iniziata pressoché contemporaneamente a Sibari, Metaponto e Crotone verso o poco dopo la metà del VI secolo a.C.
Per una datazione complessiva più precisa si deve tener presente la distruzione di Sibari dopo la guerra con Crotone nel 510 a.C.(Diodoro Siculo, 12, 99).
Al momento della distruzione i tondelli che all'inizio erano molto larghi, avevano un diametro solo leggermente ridotto. Questa variazione ci premette di collocare il passaggio da un tondello largo a quello medio, per le altre città, dopo il 510, intorno al 500 a.C.
L'analisi della sequenza dei conii di Metaponto fatta da S. P. Noe (The Coinage of Metapontum), l'unica per queste monete, fa supporre una durata, per il modulo largo, di circa 60 anni e di altrettanto per il modulo stretto. Quindi la ipotesi corrente è che la monetazione incusa sia iniziata verso il 550 a.C. ed abbia avuto termine circa il 440 a.C.

## Motivi
Il significato di questo tipo di coniazione non è chiarito. Inoltre, la diffusione di queste monete in quest'area particolare potrebbe avere un ulteriore significato al di là della semplice diffusione di una tecnica di produzione. 
Gli studiosi moderni ed antichi hanno avanzato diverse ipotesi.
Un'ipotesi diffusa è che questa tecnica di produzione fosse stata usata perché ne favoriva l'impilamento. Ma la pratica ci dimostra che il tentativo di impilare un numero anche piccolo di monete non ha successo: le monete cascano. 
D'altronde se ci fosse stata una reale utilità pratica la tecnica si sarebbe diffusa nel resto del mondo greco.
Un'altra ipotesi è l'attribuzione di queste monete a una norma di Pitagora, il filosofo e matematico di Samo che si era stabilito verso il 530 a.C. nella Magna Grecia. Il padre di Pitagora sarebbe stato un incisore di gemme, attività molto simile all'incisione dei conii. Pitagora si era stabilito a Crotone e poi le vicende politiche lo costrinsero a riparare a Metaponto. Appunto queste città furono quelle che continuarono ad usare questo tipo di tecnica per più tempo fino a verso il 440 a.C., cioè circa 50 anni dopo la morte del filosofo (490 a.C.).
Anche questa ipotesi, anche se affascinante, si scontra però con la datazione delle monete che sono state coniate sulle rive dello Ionio già 20 anni prima dell'arrivo del filosofo.
Un'altra ipotesi è l'influenza della prima monetazione siceliota che precede di poco quella delle colonie sullo Ionio. Le prime monete coniate in Sicilia, quelle di Selinus, recavano un'impronta che rappresentava una foglia di sedano selvatico (σέλινον - selinon), la pianta che aveva lo stesso nome della città. Mentre al dritto l'immagine era normale mentre al rovescio l'immagine era rappresentata all'interno di un quadrato incuso. Anche questa ipotesi non spiega l'esistenza di questo tipo di monetazione.
Esiste comunque un ulteriore problema, sapere cioè se la somiglianza delle monete non sia il riflesso di un qualche tipo di alleanza politica.
Anche questa ipotesi sembra non avere fondamenta. Anche in altre aree ed in altri periodi nel mondo greco ci sono state produzioni simili di monete senza che questo abbia indicato un qualche tipo di alleanza tra città. D'altronde, al di là della tecnica di produzione, le monete incuse delle diverse città con condividono né luogo di produzione né tipi, escluso qualche zecca minore che sembra abbia gravitato intorno a Sybaris. D'altronde le relazioni tra Crotone e Sibari scoraggiano questo tipo di interpretazione. Anche la presenza di Taranto e Reghion rende molto improbabile l'ipotesi di una qualche forma di alleanza. 
L'unica affermazione possibile è che si tratta di un fenomeno locale, che le monete circolarono solo nell'Italia meridionale, come confermano i ritrovamenti che, con un'unica eccezione, sono tutti in quest'area.

## Galleria d'immagini

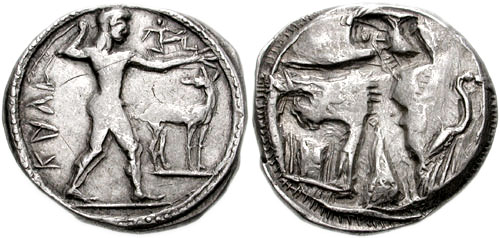
Kaulonia: nomos
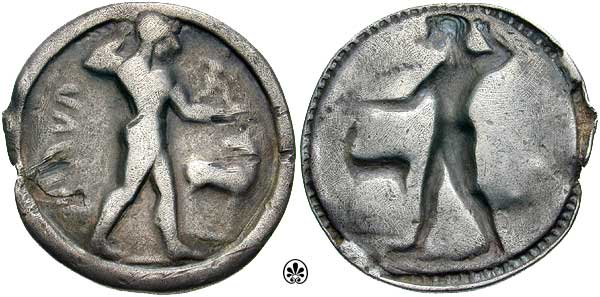
Kaulonia
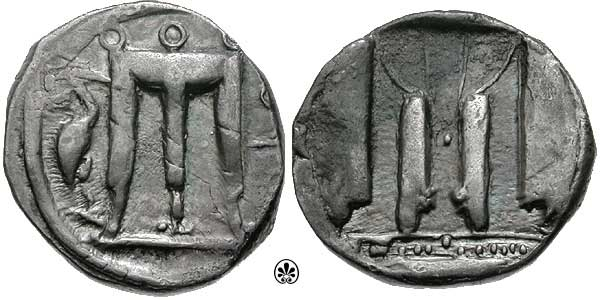
Kroton: nomos
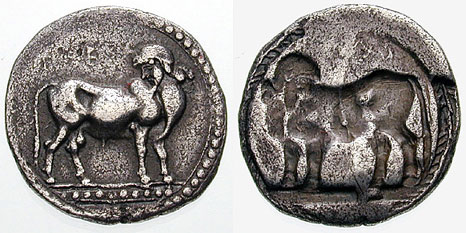
Laos: nomos
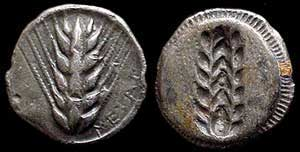
Metapontum: frazione
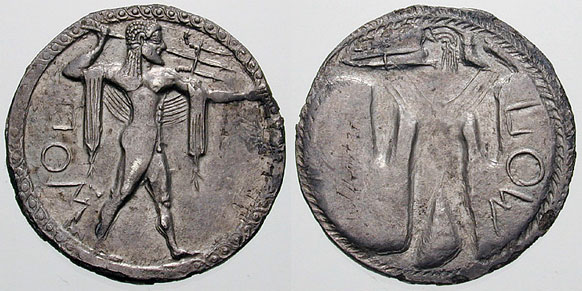
Poseidonia (poi Paestum)
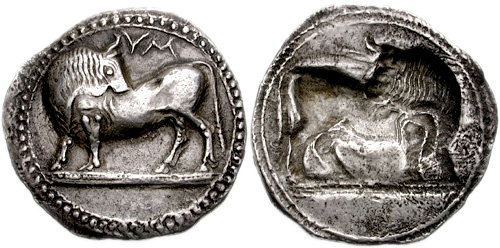
Sybaris: nomos
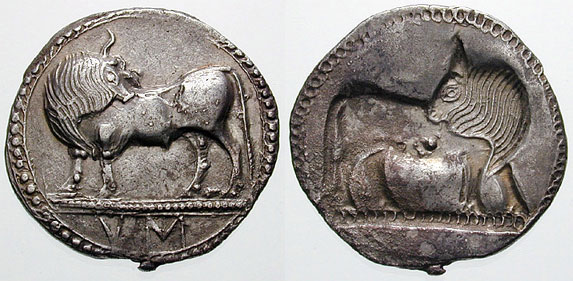
Sybaris
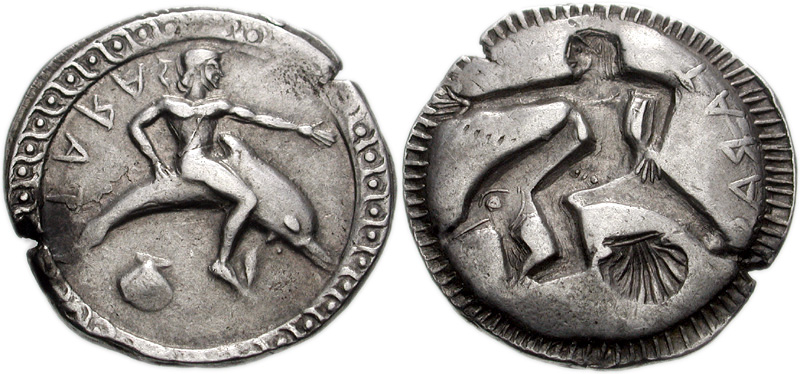
Tarentum: nomos